# Молеон-д’Арманьяк
Молео́н-д’Арманья́к (фр. Mauléon-d'Armagnac) — коммуна во Франции, находится в регионе Юг — Пиренеи. Департамент — Жер. Входит в состав кантона Казобон. Округ коммуны — Кондом.
Код INSEE коммуны — 32243.

## География
Коммуна расположена приблизительно в 590 км к югу от Парижа, в 135 км западнее Тулузы, в 70 км к северо-западу от Оша.

## Климат
Климат умеренно-океанический. Лето жаркое и немного дождливое, температура часто превышает 35 °С. Зимой часто бывает отрицательная температура и ночные заморозки. Годовое количество осадков — 700—900 мм.

## Население
Население коммуны на 2010 год составляло 289 человек.
| 1962 | 1968 | 1975 | 1982 | 1990 | 1999 | 2010 |
| ---- | ---- | ---- | ---- | ---- | ---- | ---- |
| 583  | 523  | 414  | 369  | 311  | 306  | 289  |

## Администрация
| Период | Период | Фамилия      | Партия | Примечания |
| ------ | ------ | ------------ | ------ | ---------- |
| 2001   | 2020   | Жерар Люфлад |        |            |

## Экономика
В 2010 году среди 178 человек трудоспособного возраста (15-64 лет) 125 были экономически активными, 53 — неактивными (показатель активности — 70,2 %, в 1999 году было 65,4 %). Из 125 активных жителей работали 119 человек (69 мужчин и 50 женщин), безработных было 6 (2 мужчин и 4 женщины). Среди 53 неактивных 4 человека были учениками или студентами, 39 — пенсионерами, 10 были неактивными по другим причинам.

## Достопримечательности
- Замок Манибан (XIV век). Исторический памятник с 1984 года[4]